# 845
| [ Edytuj tabelę ]          |                               |
| Król Anglii                | - 839 Ethelwulf 858           |
| Hrabia Aragonii            | - 844 Galindo I Aznárez 867   |
| Król Asturii               | - 842 Ramiro I 850            |
| Hrabia Barcelony           | - 844 Sunifred I 848          |
| Cesarz Bizancjum           | - 842 Michał III Metystes 867 |
| Chan Bułgarii              | - 836 Presjan 852             |
| Cesarz Chin                | - 840 Tang Wuzong 846         |
| Król Franków wschodnich    | - 840 Lotar I 855             |
| Król Franków zachodnich    | - 843 Karol II Łysy 877       |
| Cesarz Japonii             | - 833 Ninmyō 850              |
| Kalif                      | - 842 Al-Wasik 847            |
| Król Khmerów               | - 802 Dżajawarman II 850      |
| Patriarcha Konstantynopola | - 843 Metody I 847            |
| Król Mercji                | - 840 Berhtwulf 852           |
| Król Nawarry               | - 824 Inigo Arista 851        |
| Król Nortumbrii            | - 840 Etelred II 848          |
| Papież                     | - 844 Sergiusz II 847         |
| Cesarz rzymski             | - 817 Lotar I 855             |
| Książę Saksonii            | - 844 Ludolf 866              |
| Król Szkocji               | - 843 Kenneth I 858           |
| Doża Wenecji               | - 837 Pietro Tradonico 864    |
| Książę wielkomorawski      | - 820 Mojmir I 846            |

Rok 845 / DCCCXLV
stulecia: VIII wiek ~
IX wiek ~
X wiek

lata: 835 «
840 «
841 «
842 «
843 «
844 «
845
» 846
» 847
» 848
» 849
» 850
» 855

## Wydarzenia
- 13 stycznia – na dworze króla wschodniofrankijskiego Ludwika II w Ratyzbonie przyjęło chrzest 14 czeskich książąt wraz ze swymi drużynami.
- 28 marca – wikingowie pod wodzą Ragnara splądrowali Paryż. Najazd wikingów na Paryż i Hamburg.
- 22 listopada – zwycięstwo Bretończyków nad Frankami w bitwie pod Ballon.

- Trpimir księciem Chorwacji Dalmatyńskiej.